# Edmund Kean
Edmund Kean [ejtsd: kín] (London, 1787. november 4. – Richmond, 1833. május 15.) angol drámai színész.

## Élete
Korán megszökött anyjától, mint hajóslegény Madeirába ment, csakhamar visszatért Londonba és 18 éves korától fogva ifjúi hősszerepekben lépett föl Drurylane, majd a Sandler-színházban. Noha kicsiny és púpos volt, határozott sikert aratott. Csak ezután kezdett tanulni. 1814-től fogva ő volt a legnevezetesebb Shakespeare-alakító és mint Shylock, III. Richárd, Othello, Macbeth és Jago soha nem hallott lelkesedést keltett, Skóciában és Írországban, utóbb Amerikában, Párizsban nagy sikerrel vendégszerepelt. Pátosz és erő jellemezték előadását. Rendetlen életmódja vitte a sírba. 
Már 1836-ban Alexandre Dumas színművet írt róla, és azóta is számtalanszor feldolgozták alakját, többek között Vittorio Gassman is alakította.